# ブリーダーズカップ
ブリーダーズカップ（Breeders' Cup）は、アメリカの競馬の祭典である。世界でも1・2を争う高額の賞金が提供される大イベントで、様々なカテゴリーのチャンピオン戦を1度にまとめて開催する。

## 概要
1970年代後半から始まっていた競馬人気の下降を食い止め、アメリカ競馬サークル内に活気をもたらすために創設された。提案者はケンタッキー州ゲインズウェイ・ファームのジョン・ゲインズ。1日に多くのG1競走を行なう競馬の祭典という趣旨の開催である。名称は、創設当時は優勝賞金がブリーダー（生産者）の資本から拠出されていたことに由来する。
特筆すべきは、全ての競走に世界各国のG1競走と比べても比較的高額の賞金が懸けられることである。その多くはアメリカ国内で繋養されている種牡馬の所有者にその種付け料1回分の資金を負担させ、資金を出した種牡馬の産駒のみに出走権を与えることで成立している。一方で登録外種牡馬の産駒の出走には多額の追加登録料が課せられるため、特にアメリカ国外からの移籍馬などは有力と目されても出走回避する例も少なくない。
しかし2011年からは出走に必要な「プログラム」が大幅に変更・緩和され、出走が促される事になった。具体的には以下の通り。
1. 登録に必要な年間登録費の緩和。北半球の種牡馬所有者は種付け料の50%、南半球の種牡馬所有者は種付け料の25%に。またヨーロッパと南半球では産駒登録が不要になる。
2. トライアル競走である「ブリーダーズカップ・チャレンジ」の再整備。トライアル競走の勝ち馬は自動的にブリーダーズカップに優先出走権を得られるのは変わりないが、新たに出走に関わる費用（登録費の免除、輸送費用の一部負担）で優遇を受けられる。また北米での産駒にはボーナスとして1万ドルが支給される。
3. 2011年限定で「北米からの出走資格馬」を増やすため、登録外種牡馬の産駒でも特別登録料を支払えば出走できる制度を整備。

かつてアメリカでは地域ごと（主に中部、東海岸、西海岸）の有力馬が、それぞれ拠点にしている地域のG1競走に出走していた。しかしブリーダーズカップの創設により、アメリカ全土から有力馬を集めるレースを行うことに成功した。それまでの国際競走で世界の強豪が出走したワシントンDCインターナショナルはこの影響を受けて年々有力馬が集まらなくなり、1995年をもって廃止された。2002年からは全米サラブレッド競馬協会（NTRA）代表ティム・スミスの提案により「世界最高クラスの競馬開催」という地位についての訴求力を強化するため、名称が「ブリーダーズカップ・ワールド・チャンピオンシップ（Breeders' Cup World Championships）」に変更された。
現在では凱旋門賞ウィークエンドやロイヤルアスコット開催、ドバイワールドカップミーティング、香港国際競走などと並んで世界の有力馬が集う開催となっており下半期の目標としてブリーダーズカップ各競走を据える競走馬は各国に存在する。また、ドバイミーティングの創設以降遠ざかっていた「世界最高賞金開催」という地位も2007年より復権している。

## 競走番組の変遷
創設当初は古馬中距離路線の有力馬で競われる「クラシック」を筆頭に3歳以上牝馬で競われる「ディスタフ」、それぞれ2歳牡・牝馬限定競走の「ジュヴェナイル」と「ジュヴェナイルフィリーズ」、短距離競走の「スプリント」、芝12ハロンで行われる「ターフ」、同8ハロンで行われる「マイル」の7競走（＝オリジナル7）で行われていた。1986年に障害競走のスティープルチェイスが、1999年に牝馬の芝路線有力馬で争う「フィリー&メアターフ」が新設され、この編成時点まで平地競走は1日の開催で行われていた。
2007年1月にブリーダーズカップの拡大構想が発表され、2010年までに競走数が16まで増加される事が決定。まず2007年にダートのマイル戦「ダートマイル」、牝馬限定の短距離戦「フィリー&メアスプリント」、芝の2歳限定戦「ジュヴェナイルターフ」が追加され従来1日の開催で行われていたブリーダーズカップは2日間開催となり、新設3競走が1日目、従来施行されていた競走が2日目の開催となった。
さらに2008年からは芝の短距離戦「ターフスプリント」、芝の2歳牝馬限定戦「ジュヴェナイルフィリーズターフ」、ダートの12ハロン戦「マラソン」（2009年より14ハロン）の3競走が新たに加わり、その一方でスティープルチェイスが除外され、全14競走、初日5競走・2日目9競走の構成となる。また同年は初日は全て牝馬限定戦の「レディースデー」となり、これを受けて「ディスタフ」の名称が「ブリーダーズカップ・レディーズクラシック」に変更された（2013年に元のディスタフに戻された）。
2011年からは2歳限定の短距離戦「ジュヴェナイルスプリント」が追加され全15競走となったが、わずか2年で廃止され2013年は全14競走となった。
2014年には「マラソン」が除外されたため、全13競走となる。
2018年からは2歳限定の芝短距離戦「ジュヴェナイルターフスプリント」が追加され全14競走となる。この年から初日は2歳戦の5競走を施行する「フューチャーズスターズフライデー」、2日目は「チャンピオンシップサタデー」として銘打たれることになった。
長らく騎手に対する表彰が存在しなかったが通算8833勝を挙げた騎手のウィリー・シューメーカーが2003年に死去したことに伴い、その功績を記念して同年より「シューメーカー賞」が創設。ブリーダーズカップ開催日を通じて最も顕著な働きを見せた騎手が記者投票で選出されるようになった。2008年からは着順ポイント制で競われる形となり、受賞者には賞金1万ドルが贈られる。

## 施行競走（重賞のみ、2024年）
2024年及び2025年はデルマー競馬場で行われる。
1日目
| 施行    | 競走名                                             | 格 | 出走条件    | 施行コース | 賞金総額  |
| ------- | -------------------------------------------------- | -- | ----------- | ---------- | --------- |
| 第5競走 | ブリーダーズカップ・ジュヴェナイルターフスプリント | G1 | 2歳         | 芝5f       | 100万ドル |
| 第6競走 | ブリーダーズカップ・ジュヴェナイルフィリーズ       | G1 | 2歳牝馬     | ダート8.5f | 200万ドル |
| 第7競走 | ブリーダーズカップ・ジュヴェナイルフィリーズターフ | G1 | 2歳牝馬     | 芝8f       | 100万ドル |
| 第8競走 | ブリーダーズカップ・ジュヴェナイル                 | G1 | 2歳牡馬騸馬 | ダート8.5f | 200万ドル |
| 第9競走 | ブリーダーズカップ・ジュヴェナイルターフ           | G1 | 2歳牡馬騸馬 | 芝8f       | 100万ドル |

2日目
| 施行     | 競走名                                      | 格 | 出走条件    | 施行コース | 賞金総額  |
| -------- | ------------------------------------------- | -- | ----------- | ---------- | --------- |
| 第4競走  | ブリーダーズカップ・フィリー&メアスプリント | G1 | 3歳以上牝馬 | ダート7f   | 100万ドル |
| 第5競走  | ブリーダーズカップ・ターフスプリント        | G1 | 3歳以上     | 芝5f       | 100万ドル |
| 第6競走  | ブリーダーズカップ・ディスタフ              | G1 | 3歳以上牝馬 | ダート9f   | 200万ドル |
| 第7競走  | ブリーダーズカップ・ターフ                  | G1 | 3歳以上     | 芝12f      | 500万ドル |
| 第8競走  | ブリーダーズカップ・クラシック              | G1 | 3歳以上     | ダート10f  | 700万ドル |
| 第9競走  | ブリーダーズカップ・フィリー&メアターフ     | G1 | 3歳以上牝馬 | 芝11f      | 200万ドル |
| 第10競走 | ブリーダーズカップ・スプリント              | G1 | 3歳以上     | ダート6f   | 200万ドル |
| 第11競走 | ブリーダーズカップ・マイル                  | G1 | 3歳以上     | 芝8f       | 200万ドル |
| 第12競走 | ブリーダーズカップ・ダートマイル            | G1 | 3歳以上     | ダート8f   | 100万ドル |

ターフとクラシックはワールドレーシング・チャンピオンシップの対象競走に指定。施行コースは現在は上記の通りであるが施行コースが設定できない場合、至近距離で施行される場合があり流動的に変更される（ターフスプリントは芝5.5f、フィリー&メアターフは芝10fで行われるケースも多い）。
2023年はブリーダーズカップ史上初めてBCクラシックがシリーズの最終競走から外れた。
2024年もレース順が一部変更され、またクラシックとターフは総賞金がそれぞれ100万ドルずつ増加された。

## 過去に施行されていた競走
- ブリーダーズカップ・スティープルチェイス（G1・4歳以上・芝21f、1986年新設、2008年にグランドナショナルハードルにレース名を改称し本シリーズから除外）
- ブリーダーズカップ・ジュヴェナイルスプリント（格付けなし・2歳牡馬牝馬限定・ダート6f、2011年新設、2013年廃止）
- ブリーダーズカップ・マラソン（G2・3歳以上・ダート14f、2008年新設、2014年よりマラソンステークスにレース名を改称し本シリーズから除外）

## 歴史
- 1984年 「ブリーダース・カップ」創設。
- 1986年 スティープルチェイスを新設。
- 1996年 カナダ・ウッドバイン競馬場で開催され、史上初のアメリカ国外開催となる。
- 1999年 フィリー&メアターフを新設。
- 2002年 開催名が「ブリーダーズカップ・ワールド・サラブレッド・チャンピオンシップ」に改称される。
- 2003年 シューメーカー賞創設。
- 2007年 ダートマイル、フィリー&メアスプリント、ジュヴェナイルターフを新設。
- 2008年
  - ターフスプリント、ジュヴェナイルフィリーズターフ、マラソンを新設。
  - スティープルチェイスがグランドナショナルハードルにレース名を改称し本シリーズから除外。
  - 人工馬場敷設のサンタアニタパーク競馬場で開催。ダート設定の各競走がプロライド素材の馬場で施行される。
- 2009年
  - ダートマイル、フィリー&メアスプリントがG1に、ジュヴェナイルターフがG2に格付けされる。
  - サンタアニタパーク競馬場で史上初の2年連続開催。
- 2010年 ターフスプリント、ジュヴェナイルフィリーズターフがG2に、マラソンがG3に格付けされる。
- 2011年
  - ジュヴェナイルターフがG1に、マラソンがG2にそれぞれ格上げされる。
  - ジュヴェナイルスプリントを新設。
- 2012年 ターフスプリント、ジュヴェナイルフィリーズターフがG1に格上げされる。
- 2013年 ジュヴェナイルスプリントがわずか2年で廃止される。
- 2014年
  - サンタアニタパーク競馬場で史上初の3年連続開催となる。
  - マラソンがマラソンステークスにレース名を改称し本シリーズから除外。
- 2015年
  - キーンランド競馬場で初の開催となる。
  - アメリカンファラオが史上初のグランドスラム（米国クラシック3冠及びブリーダーズカップ・クラシック優勝）を達成。
- 2018年 ジュヴェナイルターフスプリントを新設。
- 2019年 ジュヴェナイルターフスプリントがG2に格上げされる。
- 2021年 日本調教馬（ラヴズオンリーユー、マルシュロレーヌ）が初の優勝。
- 2022年 ジュヴェナイルターフスプリントがG1に格上げされる[6]。

## 各年の開催地
| 年度   | 開催地                 | シューメーカー賞               |
| ------ | ---------------------- | ------------------------------ |
| 1984年 | ハリウッドパーク       |                                |
| 1985年 | アケダクト             |                                |
| 1986年 | サンタアニタパーク     |                                |
| 1987年 | ハリウッドパーク       |                                |
| 1988年 | チャーチルダウンズ     |                                |
| 1989年 | ガルフストリームパーク |                                |
| 1990年 | ベルモントパーク       |                                |
| 1991年 | チャーチルダウンズ     |                                |
| 1992年 | ガルフストリームパーク |                                |
| 1993年 | サンタアニタパーク     |                                |
| 1994年 | チャーチルダウンズ     |                                |
| 1995年 | ベルモントパーク       |                                |
| 1996年 | ウッドバイン（カナダ） |                                |
| 1997年 | ハリウッドパーク       |                                |
| 1998年 | チャーチルダウンズ     |                                |
| 1999年 | ガルフストリームパーク |                                |
| 2000年 | チャーチルダウンズ     |                                |
| 2001年 | ベルモントパーク       |                                |
| 2002年 | アーリントンパーク     |                                |
| 2003年 | サンタアニタパーク     | アレックス・ソリス             |
| 2004年 | ローンスターパーク     | ジョン・ヴェラスケス           |
| 2005年 | ベルモントパーク       | ギャレット・ゴメス             |
| 2006年 | チャーチルダウンズ     | ランフランコ・デットーリ       |
| 2007年 | モンマスパーク         | ギャレット・ゴメス             |
| 2008年 | サンタアニタパーク     | ギャレット・ゴメス             |
| 2009年 | サンタアニタパーク     | ジュリアン・ルパルー           |
| 2010年 | チャーチルダウンズ     |                                |
| 2011年 | チャーチルダウンズ     |                                |
| 2012年 | サンタアニタパーク     |                                |
| 2013年 | サンタアニタパーク     |                                |
| 2014年 | サンタアニタパーク     |                                |
| 2015年 | キーンランド           | ライアン・ムーア               |
| 2016年 | サンタアニタパーク     |                                |
| 2017年 | デルマー               |                                |
| 2018年 | チャーチルダウンズ     | イラッド・オルティス・ジュニア |
| 2019年 | サンタアニタパーク     | イラッド・オルティス・ジュニア |
| 2020年 | キーンランド           | イラッド・オルティス・ジュニア |
| 2021年 | デルマー               | イラッド・オルティス・ジュニア |
| 2022年 | キーンランド           | ライアン・ムーア               |
| 2023年 | サンタアニタパーク     | イラッド・オルティス・ジュニア |
| 2024年 | デルマー               | フラビアン・プラ               |
| 2025年 | デルマー               |                                |
| 2026年 | キーンランド           |                                |
| 2027年 | ベルモントパーク       |                                |

## ブリーダーズカップを参考にした競馬行事
- エストレジャス大賞 - アメリカに倣ってアルゼンチンで開催されるブリーダーズカップ。
- ジャパンブリーディングファームズカップ（JBC）…ブリーダーズカップのシステムを参考として、2001年より複数のJpnグレードを開催[注 2]。開催時期は主に11月3日前後を中心とした11月上旬。